# Lidoro Quinteros
Lidoro José Quinteros (San Miguel de Tucumán, 24 de junio de 1848 - Buenos Aires, 25 de agosto de 1907) fue un político e industrial azucarero.

## Biografía
Nació en San Miguel de Tucumán y fue hijo de crianza de Josefa Quinteros. Su padre fue el General Celedonio Gutiérrez Zelarayán, quien fue gobernador de Tucumán entre 1841 y 1852. Por lo tanto, fue integrante de una de las más importantes familias tucumanas, de añejo arraigo en la provincia. Fue cuarto nieto de Ygnacio de Çelayarán y Ugarte.
Al igual que su padre también llegó a ser gobernador de Tucumán desde el 10 de julio de 1887 hasta el 12 de junio de 1890. Sus estudios primarios y secundarios los cursó en el Colegio San Miguel de su ciudad natal, fue alumno de Amadeo Jacques y de Alfredo Cossón.
Desde joven se sintió atraído por el periodismo y la política.
Se casó el 29 de marzo de 1873 en la Catedral de San Miguel de Tucumán, con Juana Celedonia Laurentina Sosa, hija de Jacinto Sosa y de Melchora Sobrecasas. Fueron padres de María Julia, María Dolores, Laura, Sara (fallecida de bebé), Domingo del Carmen (adoptivo), Sara Laurentina, Emma, Emma Lidia, y de María Ester Quinteros. 
En 1878 fue elegido diputado nacional, pero cuando Juan Bautista Alberdi, regresó al país, Quinteros renunció a su banca para permitir que su comprovinciano fuese en su lugar, y una vacante ulterior le permitió un poco más tarde compartir con el autor de Las Bases, las actividades parlamentarias representando a Tucumán.
Llegó a ser vicepresidente 1º de la Cámara de Diputados de Argentina en 1881.
Fue uno de los exponentes de la política presidencial de Julio Argentino Roca y principalmente de la federalización de Buenos Aires, para capital de la nación.
Desempeñó otros cargos como ser: Administrador del ferrocarril central Norte; presidente de la Comisión de la Caja de Convenciones; gerente general del Banco Hipotecario.
Formó parte de la Convención Constituyente de 1884; y fue presidente del Consejo de Educación.
Durante su gobierno se reorganizó la renta, se creó el Banco de la Provincia de Tucumán, la "Casa de la Corrección de Mujeres", se comenzó con las obras del edificio del Hotel de Inmigrantes (que nunca funcionaría como tal y recién terminaría de construirse en 1898), se promovió la asistencia hospitalaria y, el 1 de enero de 1889, se estableció el alumbrado eléctrico. En ese mismo año, Lídoro envió a la Legislatura un proyecto de Ley de creación de un Archivo General de la Provincia de Tucumán que se encargara y centralizara en la tarea de guardar y conservar los diferentes documentos que expedían las instituciones de la administración provincial. Tres años más tarde, bajo la gobernación de Próspero García se promulgó la ley que creó el Archivo General. 
En 1890, al finalizar su mandato, fue sucedido por Silvano Bores, quien renunciaría ese mismo año, debido a la Revolución del Parque que se produjo en Buenos Aires, por la crisis económica que atravesaba el país.
Falleció en la ciudad de Buenos Aires, el 25 de agosto de 1907.